# 가타오카 요스케
가타오카 요스케(일본어: 片岡 洋介, 1982년 5월 26일 ~ )는 일본의 전 축구 선수이다.

## 구단 경력
그는 2005년부터 2017년까지 J리그의 오미야 아르디자, 교토 상가 FC, 오미야 아르디자, 가이나레 돗토리에서 활동하였다.